# Дженнари, Фабиана Кристина
Фабиана Кристина Дженнари (род. 1969, Неукен) — аргентинский инженер-химик и доктор технических наук, главный научный сотрудник Национального совета научных и технических исследований Аргентины (CONICET) и Национальной комиссии по атомной энергии. Она заведует кафедрой физикохимии материалов Управления прикладных исследований (GIA-CNEA). Стала лауреатом Премии L’Oréal-ЮНЕСКО «Женщины в науке» 2016 года за проектирование и разработку наноструктурных материалов для производства и хранения водорода.

## Исследования
Дженнари получила образование в 1993 году в Национальном университете Комауэ. Благодаря стипендии CONICET и работе в Атомном центре Барилоче она получила звание доктора технических наук, присвоенное Национальным университетом Ла-Платы в 1998 году.

## Карьера
В период с 1998 по 1999 год Дженнари закончила постдокторантуру в ICS-UNIDO (Международный центр науки и высоких технологий Организации Объединённых Наций по промышленному развитию, Триест, Италия), провела исследовательскую работу в Центре передового опыта в области наноструктурных материалов (факультет химии Университета Триеста) в 2003—2004 годах.
С 2000 года она присоединилась к отделу физической химии материалов Атомного центра Барилоче в качестве научного сотрудника CONICET. Вела преподавательскую деятельность в Национальном университете Комауэ и Национальном университете Куйо (UNCuyo), с 2010 года была профессором химии материалов в Институте Бальсейро.
Возглавляет исследовательскую группу, которая занимается развитием альтернативных источников энергии с помощью нанотехнологий. Основные направления работы — разработка новых материалов и процессов производства и хранения энергии, улавливания и преобразования углекислого газа, экологических приложений и катализа.
Дженнари руководила несколькими докторскими диссертациями, а также участвовала в подготовке постдокторантов, исследователей и многочисленных стажёров-исследователей. В сотрудничестве с ними она сделала более ста публикаций в влиятельных международных журналах в своей области и заключила семь контрактов на передачу технологий.

## Награды
В ноябре 2016 года Дженнари получила Национальную премию L’Oréal-ЮНЕСКО для женщин в науке в сотрудничестве с CONICET. Победивший проект называется «Производство и хранение чистой энергии устойчивым образом», в его рамках разрабатываются четыре направления работы.
В 2023 году была награждена Почетным дипломом Фонда Konex за работу в области энергетики и устойчивого развития на протяжении последнего десятилетия.